# Raymond Johansen

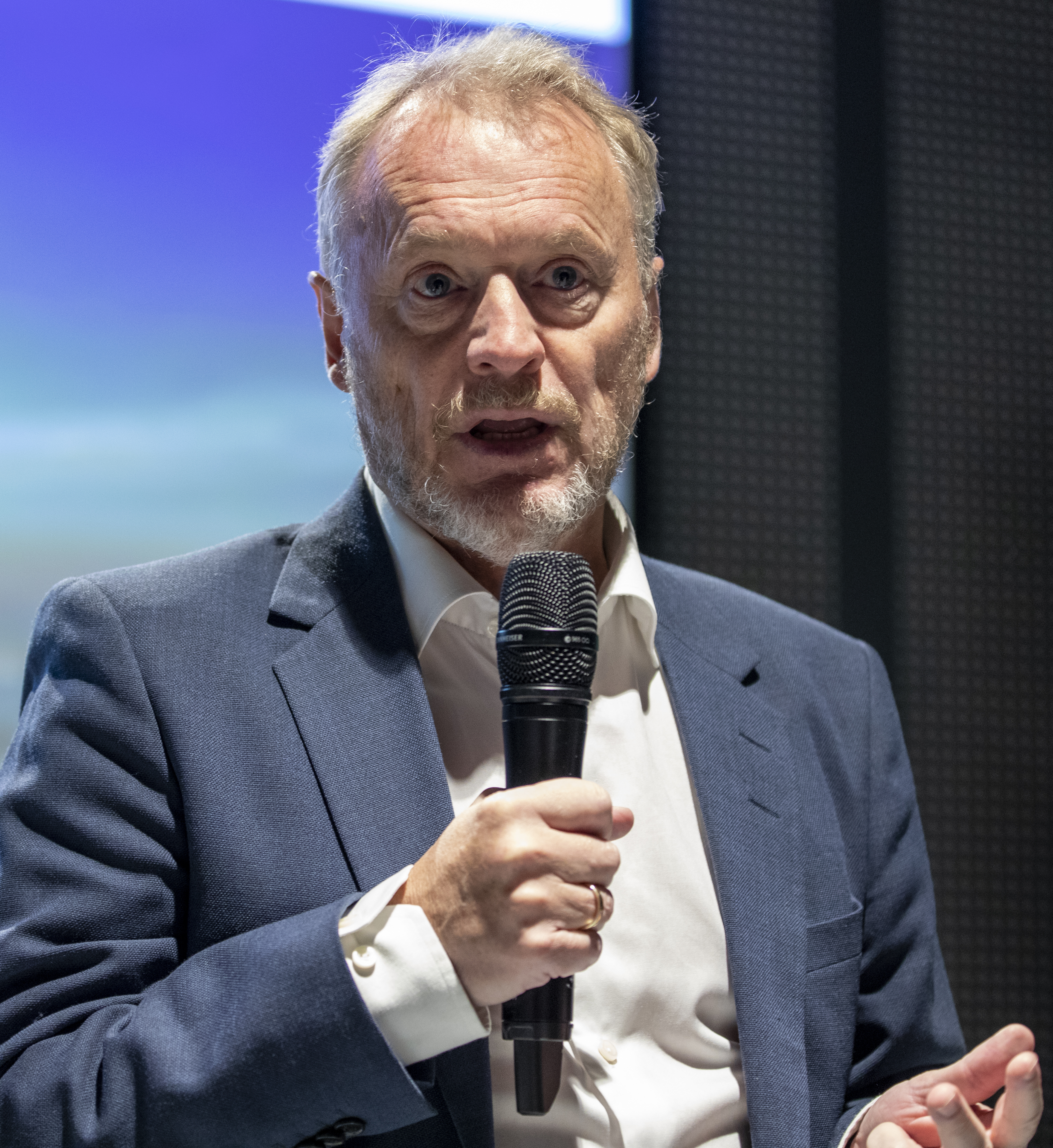
Raymond Johansen, 2022

Raymond Johansen (* 14. Februar 1961 in Oslo) ist ein norwegischer Politiker der sozialdemokratischen Arbeiderpartiet (Ap). Er war von März 2000 bis Oktober 2001 sowie von Oktober 2005 bis April 2009 Staatssekretär. In den Jahren 2009 bis 2015 fungierte er als Generalsekretär der Arbeiderpartiet. Von Oktober 2015 bis Oktober 2023 war er Byrådsleder in Oslo.

## Leben
Johansen wuchs in Tveita in Oslo auf und er beendete im Jahr 1979 seine Ausbildung zum Installateur. Anschließend war er in den 1980er-Jahren als solcher tätig. In dieser Zeit war er auch in der Jugendorganisation der sozialistischen Partei Sosialistisk Venstreparti (SV), der Sosialistisk Ungdom, engagiert. Er war zunächst als Nachfolger von Kristin Halvorsen zwischen 1986 und seiner Ablösung durch Paul Chaffey 1988 Vorsitzender der Jugendorganisation und danach von 1990 bis 1991 Vorsitzender der SV in Oslo. In der Legislaturperiode von 1991 bis 1995 gehörte er dem Osloer Byråd, also der Stadtregierung Oslos, an. Vor der Volksabstimmung über den Beitritt Norwegens zur Europäischen Union im Jahr 1994 schloss er sich im Gegensatz zu den meisten SV-Mitgliedern den EU-Beitritts-Anhängern an. Bei der Wahl 1995 schied er aus dem Osloer Stadtrat aus. Er trat daraufhin aus der Sosialistisk Venstreparti aus und wurde Abteilungsleiter bei der Agentur für Entwicklungszusammenarbeit Norad (Norsk Direktoratet for utviklingssamarbeid).

### Staatssekretär und Ap-Generalsekretär
Nachdem Johansen sich einige Zeit aus der Politik zurückgezogen hatte, trat er im Jahr 1997 in die sozialdemokratische Partei Arbeiderpartiet ein. Am 17. März 2000 wurde Johansen unter Außenminister Thorbjørn Jagland zum Staatssekretär im norwegischen Außenministerium ernannt. Er blieb bis zum Abtritt der Regierung Stoltenberg I am 19. Oktober 2001 in dieser Position. Danach fungierte er zwischen 2002 und 2005 als Generalsekretär des Flüchtlingsrates und der Flüchtlingshilfe (Flyktningerådet/Flyktningehjelpen). In der Regierung Stoltenberg II wurde er am 28. Oktober 2005 erneut Staatssekretär, dieses Mal unter Außenminister Jonas Gahr Støre. Dort verblieb es bis in den April 2009. Im Jahr 2009 löste er Martin Kolberg als Generalsekretär der Arbeiterpartei (Partisekretær i Arbeiderpartiet) ab.

### Byrådsleder
2015 trat er als Ap-Generalsekretär zurück, um für das Amt des Vorsitzenden des Byråds von Oslo zu kandidieren. Er wurde daraufhin als Generalsekretär von Kjersti Stenseng abgelöst. Nach der Kommunalwahl am 14. September 2015 wurde Johansen als Nachfolger von Stian Berger Røsland von der konservativen Partei Høyre zum Vorsitzenden des Byråds gewählt. Grundlage dafür war eine Koalition der Arbeiderpartiet mit der SV sowie der grünen Miljøpartiet De Grønne (MDG). Um eine Mehrheit im Parlament zu erhalten, wurde des Weiteren eine Zusammenarbeitserklärung mit der Partei Rødt ausgehandelt. Bei der Kommunalwahl im Herbst 2019 musste die Arbeiderpartiet in Oslo einen erheblichen Stimmverlust hinnehmen. Da die SV und MDG Stimmen hinzugewannen, konnte die bestehende Koalition im Byråd auch nach der Wahl fortsetzen. Der gesamte Byråd unter Johansen trat im Juni 2021 nach einem erfolgreichen Misstrauensantrag gegen Lan Marie Berg ab. Johansen bildete anschließend mit nur kleinen Änderungen einen neuen Byråd.
Nach der Kommunalwahl 2023 verlor die Koalition unter Johansen die Mehrheit. Im Oktober 2023 wurde Eirik Lae Solberg von der konservativen Partei Høyre sein Nachfolger.

## Privates
Johansen ist ein Neffe des Ap-Politikers Thorbjørn Berntsen, der Mitglied des Stortings sowie zwischen 1990 und 1997 Umweltminister war. Eine Zeit lang war er Schwiegersohn von Reiulf Steen, der unter anderem Mitglied des Stortings, Verkehrsminister, Handels- und Schifffahrtsminister, Vorsitzender der Arbeiterpartei sowie Vizepräsident des Storting war.